# Джордан, Яна
Яна Джордан (англ. Jana Jordan; род. 9 марта 1986, Тайбэй) — американская фетиш-модель и порноактриса, ставшая «Киской месяца» Penthouse в августе 2007 года.

## Биография
Карьеру фотомодели Джордан начала в 14-летнем возрасте. Далее, в 18-летнем возрасте модель принимает участие в фотосессиях-ню. В порноиндустрии Джордан появляется под именем Jana Foxy. В феврале 2007 года модель заключает договоры с компаниями Michael Ninn’s, Ninn Worx. В этом же году становится любимицей Penthouse.
Снимается в порнофильмах только лесбийской направленности. В 2009 году была номинирована на AVN Awards в категории Лучшая лесбийская сцена. В 2008 году вместе с порноактрисой Джейми Лэнгфорд основала рок-группу «Pajamaband».
На 2018 год снялась в 218 порнофильмах.
В данный момент проживает в Калифорнии.

## Премии и номинации
- 2009 AVN Award номинация — Best All-Girl Couples Sex Scene — Fem Vivace (c Джорджией Джоунс)[5]
- 2009 XBIZ Award номинация — Web Babe/Starlet of the Year[9]